# Franz von Paula Gruithuisen

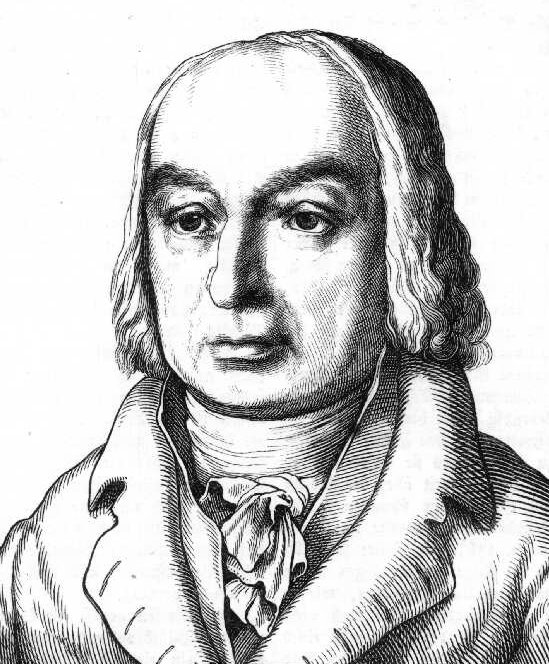
Franz von Paula Gruithuisen

Franz von Paula Gruithuisen (* 19. März 1774 auf Burg Haltenberg am Lech; † 21. Juni 1852 in München) war ein deutscher Arzt und Astronom. Franz von Paula ist sein Vorname, Gruithuisen der Familienname.

## Leben
Gruithuisens Vater Petrus van de Gruithuijzen (1732–1793) kam aus Woensel in Noord-Brabant und war Falkner und Aufseher von Haltenberg. Die Mutter war Rosina Maria geb. Lederer († 1798) aus Aichach.
1780 besuchte Gruithuisen das Gymnasium in Landsberg am Lech. Nach einer Ausbildung als Bader in Kaufering und/oder Landsberg wurde er Gehilfe eines Feldchirurgen in der Kaiserlichen Armee. Mit ihm zog er in den Russisch-Österreichischen Türkenkrieg. 1792 kam er als Heiduck an den Hof von Karl Theodor. 1793 folgte er seinem Vater als Wächter und Verwalter Haltenbergs. 1794 trat er in das Hartschierkorps des Kurfürsten.
Ab 1800 bereitete er sich auf ein Studium an der Universität Landshut vor. Zum Sommersemester 1801 immatrikulierte er sich dort für Philosophie, Naturwissenschaften und Medizin. Am 2. September 1808 promovierte er in Landshut zum Dr. med. An der Landärztlichen Schule in München wurde er im selben Jahr Dozent für Physik, Chemie, Botanik, Zoonomie, Anthropologie, Pathologie, Enzyklopädie und Geschichte der Medizin.
Am 20. Juli 1820 heiratete er Antonie Carolina Neuner (1796–1862), eine Tochter des Pflegers der Herzog-Max-Burg.
Am 9. Februar 1823 wurde er zum Professor für Anatomie und Physiologie an der (Landärztlichen) Chirurgischen Schule in München ernannt. Nachdem er 1825 auf wissenschaftlichen Reisen deutsche und andere europäische Universitäten besucht hatte, berief ihn die Ludwig-Maximilians-Universität München am 20. Mai 1826 als außerordentlichen Professor für Astronomie. Vier Jahre später, am 11. Juni 1830, erhielt er den Lehrstuhl für Astronomie. Dort rückten immer mehr astronomische, geologische und geographische Forschungsthemen in den Vordergrund. Der Mond und seine Krater als Meteoriteneinschläge waren ein wichtiger Forschungsgegenstand.
Sein Nachlass befindet sich in der Bayerischen Staatsbibliothek.

## Grabstätte

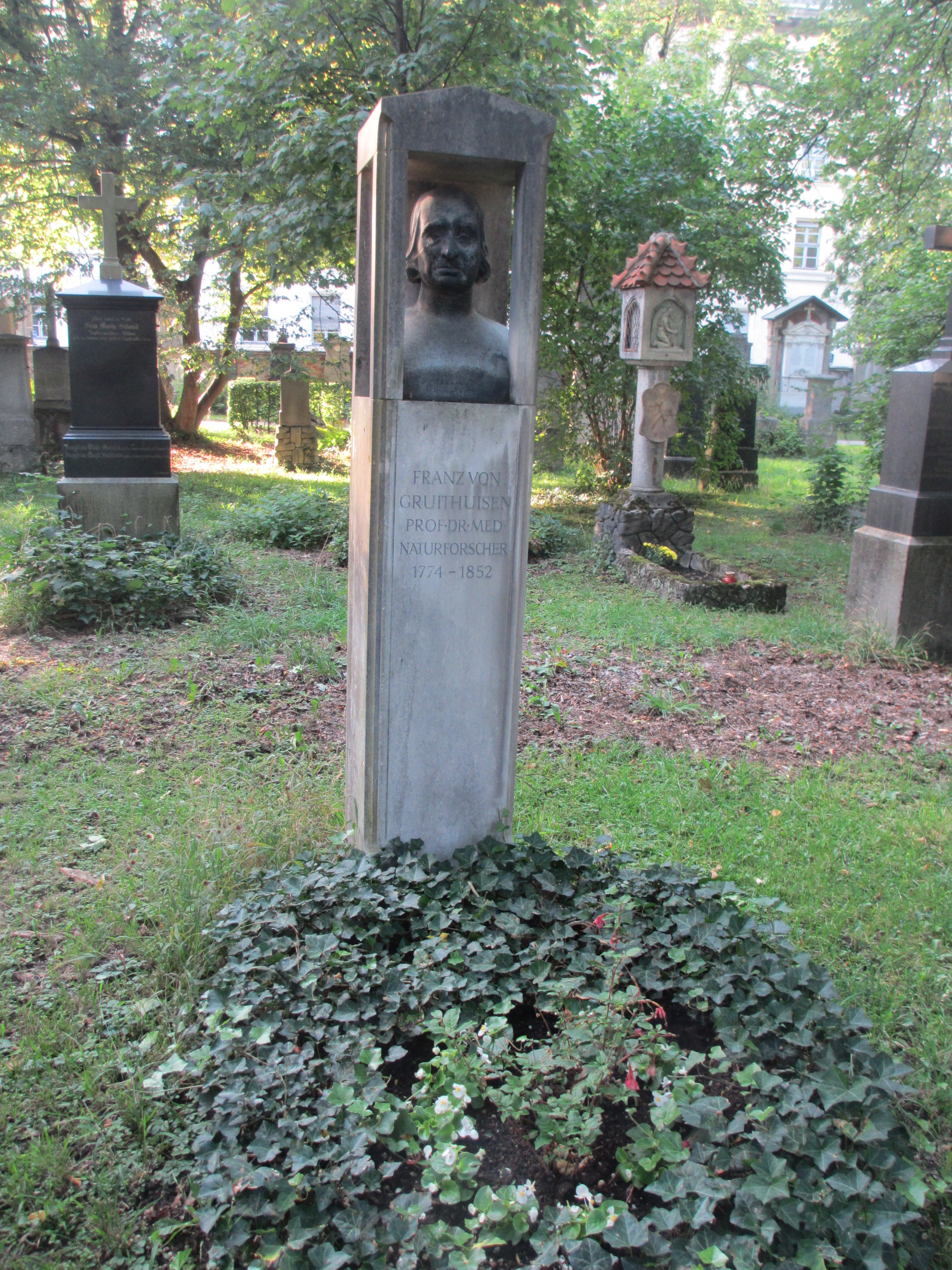
Grab von Franz Gruithuisen auf dem Alten Südlichen Friedhof in München

Die Grabstätte von Franz Gruithuisen befindet sich auf dem Alten Südlichen Friedhof in München (Gräberfeld 4 – Reihe 2 – Platz 47) Standort. Das heutige Pfeilergrab steht dort, wo einst ein gotisierendes Sandsteingrab geschaffen vom Bildhauer Johann Evangelist Riedmüller stand. Integriert in das heutige Pfeilergrab ist ein Zinkbüste Gruithuisens aus dem ehemaligen Grabmal, die Riedmüller 1848 noch zu Lebzeiten des Wissenschaftlers geschaffen hatte.

## Schaffen
Großes Aufsehen erregte sein Bericht über die „Entdeckung vieler deutlicher Spuren der Mondbewohner“ und eines „kolossalen Kunstgebäudes derselben“, der in Karl Wilhelm Gottlob Kastners Archiv für die gesammte Naturlehre, Nürnberg 1827ff, erschien. Ebenfalls viel beachtet wurden seine Selenognostischen Fragmente in den Akten der Deutschen Akademie der Naturforscher Leopoldina von 1821. In der Leopoldina war er seit 1819 Mitglied.
Medizingeschichtliche Bedeutung hat seine Idee, Harnsteine mechanisch zu zerbröckeln. Jean Civiale verwirklichte sie.

„Zur Kunst geht man progressiv von der Kunstidee aus; zur Wissenschaft geht man von der Erfahrung aus. Es ist ganz gleichgültig, wer hier die Kunstidee zuerst hat. Dem, welcher sie realisirt, gehöre der Verdienst.“

## Ehrungen
- Ritter des Ordens vom Heiligen Michael (Bayern-Kurköln) (2. Januar 1842)
- Mondkrater Gruithuisen (1935)
- Mons Gruithuisen Delta und Mons Gruithuisen Gamma (1976)
- Gruithuisenstraße in München

## Werke
- Ueber die Existenz der Empfindung in den Köpfen und Rümpfen der Geköpften und von der Art, sich darüber zu belehren. Augsburg 1808 (Digitalisat).
- Anthropologie. München 1810.
- Organozoonomie. München 1811.
- Über die Natur der Kometen. München 1811. Digitalisat
- Beiträge zur Physiognosie und Eautognosie. München 1812. Digitalisat
- Entdeckung vieler deutlicher Spuren der Mondbewohner, besonders eines colossalen Kunstgebäudes derselben. 1824 (Digitalisat und Volltext im Deutschen Textarchiv, Digitalisat).
- Gedanken und Ansichten über die Ursachen der Erdbeben. Nürnberg 1825. Digitalisat
- Analekten für Erd- und Himmelskunde. München 1828–36.
- Der Mond und seine Natur. München 1844. Digitalisat
- Neue einfache trigonometrische Methode, die Höhe der Berge zu messen, ohne sie zu besteigen, 1842, Digitalisat